# 聖少女領域
《聖少女領域》是ALI PROJECT的一張单曲唱片，由寶野亞莉華作詞，片倉三起也作曲，于2005年10月26日由Lantis公司發行，是ALI PROJECT的第15張單曲。

## 简介
《聖少女領域》是動畫劇集《薔薇少女》的片頭曲。跟隨單曲的发售，2005年11月16日在涩谷WEST举行了現場演出。此曲的间奏部分引用了阿尔伯特·凯特尔比的乐曲《波斯市場》。唱片封面是在东武动物园拍攝的。
《圣少女领域》的Oricon公信榜最高紀錄是第6位，收录此曲的專輯《薔薇架刑》於2007年4月4日發行，Oricon公信榜初上榜時排第3位。另外，《蔷薇架刑》初回限量版附送的DVD中收錄有此曲的PV。
2007年7月7日的Animelo Summer Live中寶野亞莉華和水樹奈奈合作演唱了《圣少女领域》。

## 收录曲目
| 聖少女領域 | 聖少女領域              | 聖少女領域 |
| 曲序       | 曲目                    | 时长       |
| ---------- | ----------------------- | ---------- |
| 1.         |                         | 4:40       |
| 2.         | S小姐秘密的悔恨         | 4:29       |
| 3.         | 聖少女領域＜off Vocal＞ | 4:40       |
| 4.         |                         | 4:27       |
| 总时长：   | 总时长：                | 18:16      |